# Даллаль, Афанасий Георгий
Афанасий Георгий Даллаль (20.10.1876 г., Ирак — 14.12.1951 г., Мосул, Ирак) — архиепископ багдадский Сирийской католической церкви с 4 сентября 1912 года по 31 июля 1926 года, архиепископ Мосула с 31 июля 1926 года по 14 декабря 1951 года.

## Биография
Афанасий Георгий Даллаль родился 20 октября 1876 года в Ираке.
17 мая 1900 года Афанасий Георгий Даллаль был рукоположён в священника.
4 сентября 1912 года Римский папа Пий X назначил Афанасия Георгия Даллаля архиепископом багдадским. 24 ноября 1912 года Афанасий Георгий Даллаль был рукоположён в епископа.
31 июля 1926 года Афанасий Георгий Даллаль был назначен архиепископом Мосула.
Умер 14 декабря 1951 года.